# Референдум в Лихтенштейне по медицинскому страхованию (1999)
Референдум в Лихтенштейне по медицинскому страхованию проходил 31 января 1999 года. Предложение было отклонено 66 % избирателей.

## Контекст
Референдум касался изменения выплат по медицинскому страхованию.
Это была инициатива Прогрессивной гражданской партии, которая собрала 1750 подписей зарегистрированных избирателей. Инициатива предлагала распространить возмещение половины страховых расходов, которое ранее касалось только работающих лиц, на домохозяек, безработных и вышедших на пенсию. Увеличенные расходы, оцениваемые в 17 млн швейцарских франков в год, предлагалось компенсировать за счёт повышения НДС.
Инициатива была представлена Ландтагу в рамках статьи № 64-2 Конституции. Парламент отклонил её 22 октября 1998 года, что привело к его голосованию.

## Результаты
| Выбор                               | Голоса | %    |
| ----------------------------------- | ------ | ---- |
| За                                  | 4 135  | 34,0 |
| Против                              | 8 038  | 66,0 |
| Недействительных/пустых бюллетеней  | 350    | -    |
| Всего                               | 12 523 | 100  |
| Зарегистрированных избирателей/Явка | 15 253 | 82,1 |
| Источник: Démocratie Directe        |        |      |